# Монархианство
Монархианство — богословский постулат в христианстве, вызвавший споры в ранней Церкви II—III веков. Монархианство представляет собой начальное течение антитринитарианства, выступавшее против учения Иустина Философа о божестве Иисуса Христа. Существовало в двух основных формах — адопционизм и модализм (савеллианство).

## Ранние тринитарные учения
Христианство, в противоположность греко-римскому политеизму и восточному дуализму, как и иудейство, учило о едином начале (греч. μόνη αρχή) всякого бытия, о единстве Бога. Первые триадологические теории были построены апологетами. Задача этого поколения теологов, возглавляемого Иустином Философом, состояла в том, чтобы не только защитить христианство от возводимых на него обвинений, но и представить его учение, как истинно философское, чистое и возвышенное по содержанию, божественное по происхождению. Согласно этой задаче, апологеты не все пункты христианского вероучения раскрывали с одинаковой полнотой, выделяя и разъясняя только те его стороны, по которым оно соприкасалось с главными запросами философской мысли их эпохи и на этих сторонах показывали превосходство его перед человеческими учениями. Соответственно, построенное ими учение о Троице рассматривало данный предмет не во всём его объёме, и вопросу о Святом Духе они значительного внимания не уделяли. На первый план они выдвигают не троичность Божества, но Его единство, защищают и раскрывают учение о Божественной монархии. В общем виде учение апологетов о Боге и Логосе Его можно представить в следующем виде. Существо Божие они определяют крайне абстрактно: Бог есть неизменяемый (греч. ανρεηνος) и вечно сущий (греч. ἀεὶ ὄν, ὄντως ὄν), невидимый, бесстрастный и непостижимый, пребывающий выше небес и никому не являющийся и не объемлющийся (греч. αχώριστος) никаким местом, ни даже всем миром. В едином Боге существует Логос, которое есть ум, или идея Его. Как ум и мысль, Логос не отделим от Отца и вечно соприсутствует в Нём и с Ним, потому что невозможно представить себе, что Бог в какой-либо момент Своего бытия был лишён разума.
Идея Логоса в таком виде была введена в греческую философию ещё Гераклитом Эфесским, отчасти использовалась Платоном и стоиками, и нашла своё наивысшее развитие у Филона Александрийского. Заимствованную у Филона идею Логоса апологеты самостоятельно развили в христианском духе. Они сделали её центральным пунктом христианской религии и с этой точки зрения осветили все вопросы не только религиозного характера, но историко-культурного. В их воззрениях Логос был, с одной стороны, прогрессивной исторической силой, присутствовавшей как в пророках, так и в древних философах, а с другой было связано с учением о воплощённом Христе.
Во II веке Иустин Философ в «Разговоре с Трифоном иудеянином» говорит, что некоторые в его время отрицали личность Бога-Слова (греч. λόγος), признавая его лишь силой (греч. δύναμις) Отца, которую Отец то проявляет, то возвращает в Себя. Тем не менее, следствием из воззрений являлось то, что в отношении к вездесущию Отец и Сын не равны между Собой: Отец настолько беспределен, что не может являться в каком-либо месте и виде, а Логос же может. Отсюда прямо должно было следовать учение о неравенстве Отца и Логоса (воплотившегося в Христе) по существу, и если сами апологеты были далеки от этого вывода, то это было, скорее, проявлением недостатка логической последовательности с их стороны. Реакцией на это стали различные монархианские течения.

## Направления монархианства

### Возникновение монархианства
Предложенные апологетами и Иринеем Лионским ответы на вопрос, чей сын Иисус Христос, не были удовлетворительны ни с философски-логической, ни с религиозной точек зрения. В первом случае, принимая ипостасного Логоса рядом с Богом в то время, когда слово ипостась равнялось по значению слову «сущность», она не обеспечивала монотеизма. Во втором случае, понимая Логос как орудие в деле творения и искупления, она этим самым ставила Его ниже Отца, и через это умаляла божественное достоинство Христа. По мнению А. А. Спасского, одновременное возникновение монархианских учений в разных концах Римской империи явилось объективным следствием развития богословской мысли конца II века.
Эти учения возникли в двух диаметрально противоположных вариантах, сходящихся только в конечном выводе — в отрицании идеи Логоса и связанном с ней учении о Троице. Сведений о происхождении монархианских учений сохранилось слишком мало, чтобы можно было проследить их возникновение и развитие. В конце II века обе они, уже вполне сформированные, появляются в Риме, и начинают между собой борьбу.

### Адопционисты
Одним из двух основных течений монархианства были динамисты, также известные как адопционисты, согласно которым Христос есть простой человек (греч. ψιλός άνθρωπος), в котором действовала особая Божественная Сила.
Хотя сведения об обеих партиях монархиан появляются в истории одновременно и с сложившимися воззрениями, вероятно, динамисты появились несколько раньше, на что указывает связь первого известного динамиста Феодота Кожевника с более ранним движением алогов, отрицавшими истинность Евангелия от Иоанна. Связь с алогами, о которой говорил Епифаний Кипрский, состояла не в том, что динамисты заимствовали у своих предшественников элементы учения, а в общем критическом отношении к догматике; оба эти движения были распространены в Малой Азии. Динамисты, восприняв у алогов наклонность решать чисто церковные вопросы исключительно на основании разума, были партией церковных учителей, поставивших интересы науки выше интересов веры. Все они славились высоким образованием, усердно занимались светскими науками и не скрывали к ним своей привязанности.
Феодота Кожевника Епифаний называет мужем многоучёным в науках. О кружке феодотиан, действовавшем в Риме, сообщает в своей «Церковной истории» Евсевий Кесарийский: «Оставив Святое Божественное Писание, они занимаются геометрией: от земли взятые, от земли говорят, не зная Сходящего с небес; а некоторые прилежно занимаются геометрией Эвклида; они восхищаются Аристотелем и Теофрастом; Галена чтут почти как Бога». Далее Евсевий сообщает, что в своих критических исследованиях Священного Писания они дошли до желания исправить его. Ими были составлены критически проверенные списки канонических текстов, которые пользовались большою популярностью и назывались по имени их издателей; так известны были списки Феодота, Асклепиодота, Аполлония и Ермофила. К церковному преданию, к творениям церковных писателей они относились пренебрежительно, не ставили их ни во что и отзывались о них весьма дерзко.
После него то же самое учил Артемон, доказывая, что его учение есть учение Священного Писания и первоначальное учение самой церкви. Впрочем, артемониты занимались больше философией Аристотеля и математикой, чем богословием.

### Модалисты
Сторонники другого течения монархианства, модалисты, полагали, что Христос есть сам Бог Отец, принявший плоть ради спасения человечества. Одним из первых известных представителей этого направления был Праксей, родом из Малой Азии, в конце II века появившийся в Риме, а в конце жизни находившийся в Карфагене. Основываясь на некоторых изречениях Священного Писания, он утверждал, что Отец, Сын и Святой Дух — одно и то же лицо, лишь различно обозначаемое соответственно отношению его к миру. Сын был Отцом, когда открывал себя вовне, например в творении и вочеловечении; Христос был сам Бог Отец, а имя Сына относилось только к человечеству Христа. Тертуллиан, опровергший это учение в своём сочинении «Adversus Praxeam», назвал его патрипассианством (лат. patripassionismus, то есть учение о страдании Отца в лице Иисуса Христа), так как, по его мнению, из учения Праксея следовало, что страдал Отец; но сам Праксей относил страдание только к человеческой природе Иисуса Христа.
Идею Праксея развивал Ноэт, родом из Эфеса или Смирны; отлучённый от церкви около 230 года он вскоре умер. Ученик Ноэта, Эпигон, отправился в Рим, где склонил к ереси некоего Клеомена, который основал школу ноэтианства. Самостоятельное развитие монархианства представляет учение Савеллия, которое в течение долгого времени играло значительную роль в истории христианских догматов и рассматривается как особая ересь.